# دیو دونالدسون
دیو دونالدسون (انگلیسی: Dave Donaldson؛ زادهٔ ۱۲ نوامبر ۱۹۵۴) بازیکن فوتبال اهل بریتانیا است.
از باشگاه‌هایی که در آن بازی کرده‌است می‌توان به باشگاه فوتبال کمبریج یونایتد، باشگاه فوتبال آرسنال، باشگاه فوتبال میلوال، و باشگاه فوتبال رویستون تاون اشاره کرد.